# Statue stele

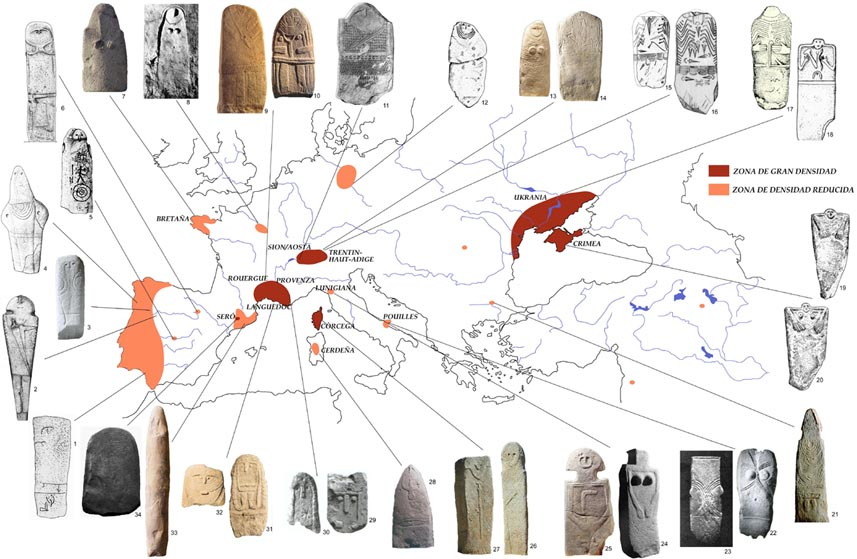
Mappa della distribuzione delle statue-menhir in Europa (Martinez 2011 - fig.9).

Le statue stele (o statue-menhir) sono monumenti in pietra, di tipo antropomorfo, che rientrano nel fenomeno del megalitismo, comune alle popolazioni pre-protostoriche dell'Europa a partire dal III millennio a.C..
Le statue-stele sono presenti in molteplici culture europee, dall'Europa centro-orientale sino alla Spagna, nell'arco alpino (da Aosta al Trentino), oltre che in Corsica e in Sardegna. Nella penisola italiana le statue-stele più antiche sono localizzate in un'area al confine tra Liguria e Toscana, in Lunigiana, oltre che in Puglia settentrionale.

## Simbologia
Le statue stele raffigurano con tratti sempre stilizzati uomini, nella loro funzione di guerrieri e quindi armati con pugnale e, a volte punte di lancia, o donne, caratterizzate costantemente dalla presenza dei seni e, a volte, di ornamenti. Nelle statue-stele non viene data importanza ai tratti somatici del volto, spesso solamente accennati o resi con astratti grafismi (volto a T, tipico delle stele lunigianesi e delle stele corse e sarde), né ad altre parti del corpo, tanto che spesso sono omesse le braccia e i piedi sono rappresentati solo in rarissimi (e più tardi) esemplari.

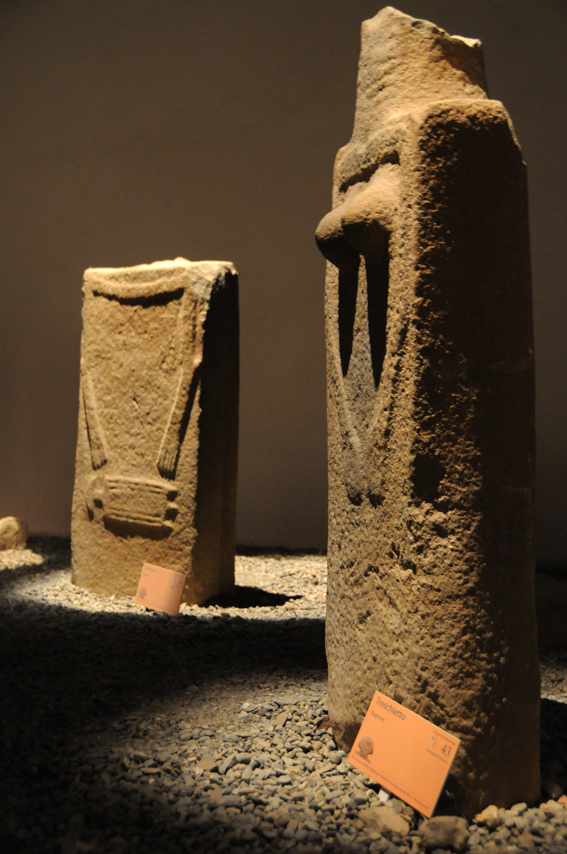
Statue stele lunigianesi (Museo delle statue stele lunigianesi, Pontremoli)

La funzione dei monumenti più antichi è ancora oggetto di dibattito tra gli studiosi: le opinioni più accreditate individuano nella statua-stele la rappresentazione di divinità o di antenati eroizzati, con scopo propiziatorio nei confronti della comunità. I luoghi di rinvenimento suggeriscono che i monumenti fossero collocati in un'area sacra, al di fuori sia di abitati che di necropoli, in una sorta di santuari all'aperto o in radure boschive. Per contro, a partire dalla fine dell'età del bronzo, per i ritrovamenti pugliesi è attestata la funzione di segnacolo funerario all'interno di aree cemeteriali (stele di Monte Saraceno, stele daunie), mentre per le statue sarde più recenti (Monte Prama, VII secolo a.C.), si conferma la destinazione santuariale.

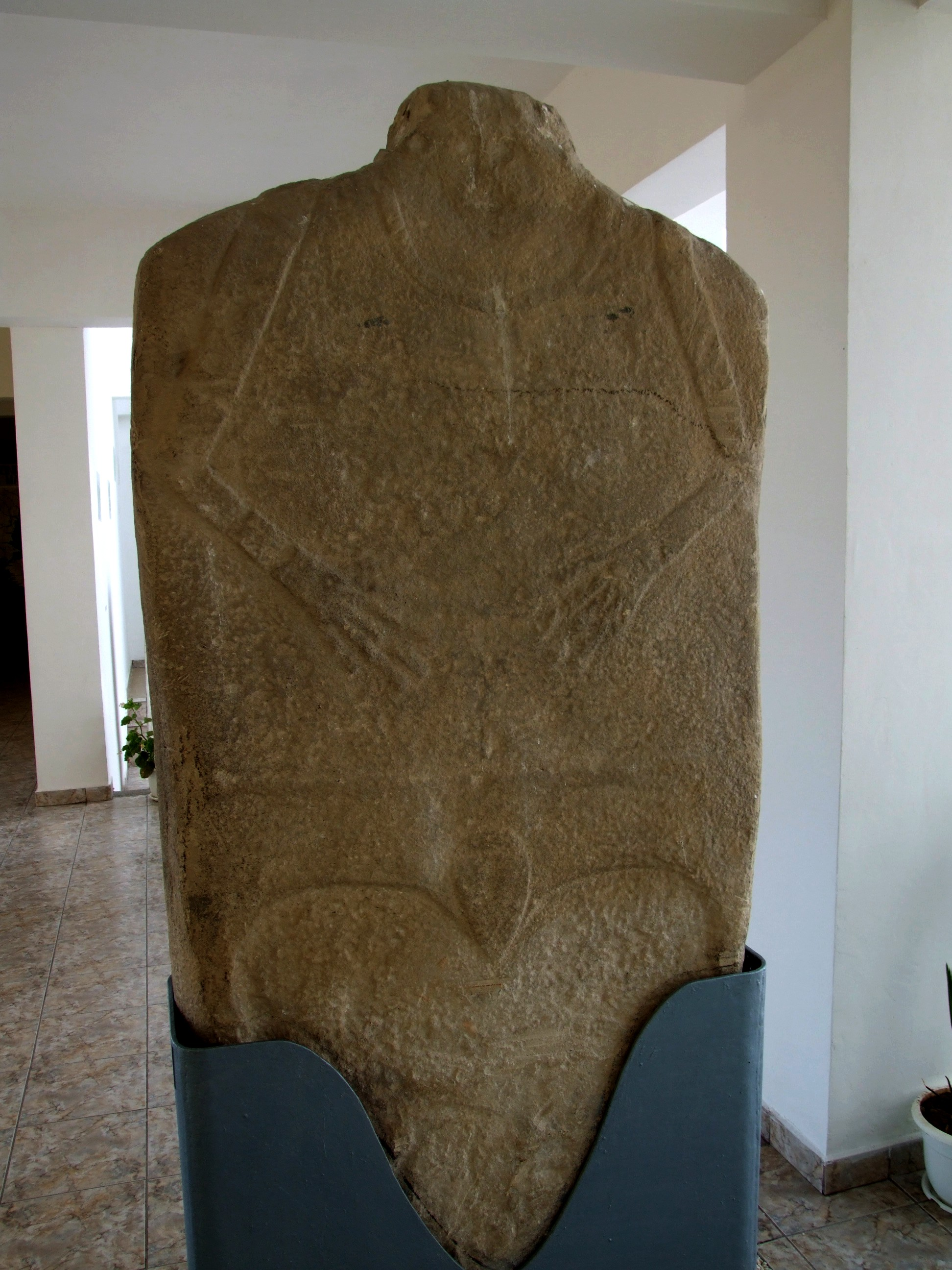
Stele da Hamangia-Baia, Romania

## Europa orientale
Le più antiche statue stele, note come stele kurgan, mai rinvenute sono quelle della cultura di Jamna, nell'odierna Ucraina, in particolare della facies di Kemi Oba (Crimea). Da qui pare che questa particolare arte figurativa, legata a nuove ideologie, si diffuse fino a raggiungere l'Europa occidentale.
In Europa orientale le statue stele, oltre che in Ucraina, sono particolarmente diffuse nel Caucaso (circa trenta statue), in Moldavia, in Ungheria, in Bulgaria (dove se ne contano circa quaranta) ed in Romania (circa sessanta statue).

## Vicino oriente
Nel Vicino oriente statue stele databili all'età del bronzo sono state rinvenute in Arabia Saudita. Queste statue mostrano alcune similitudini con quelle Kurgan, benché la raffigurazione del capo appaia più realitistica.
Le stele antropomorfe rinvenute fino ad ora in Anatolia sembra siano posteriori a quelle di Kemi Oba e si presume che derivino appunto da quelle delle steppe. Un frammento di statua è stato scoperto negli strati più antichi di Troia, conosciuto come Troia I.
Tredici statue stele di uno stile simile a quello della steppa pontico-caspica furono scoperte nel 1998 nel centro di Hakkâri, una città del sud-est della Turchia. Vengono datate dagli studiosi ad un periodo compreso fra il XV e il XI secolo a.C. e potrebbero rappresentare i sovrani del regno di Hubushkia.

## In Italia

### Ritrovamenti in Lunigiana
Per secoli sono state distrutte in quanto ritenute divinità pagane e non esiste documentazione certa su quante siano state rinvenute fino al XVIII secolo. La prima statua stele giunta fino a noi venne rinvenuta nel 1827 in località Novà, nel territorio comunale di Zignago, in provincia della Spezia. 

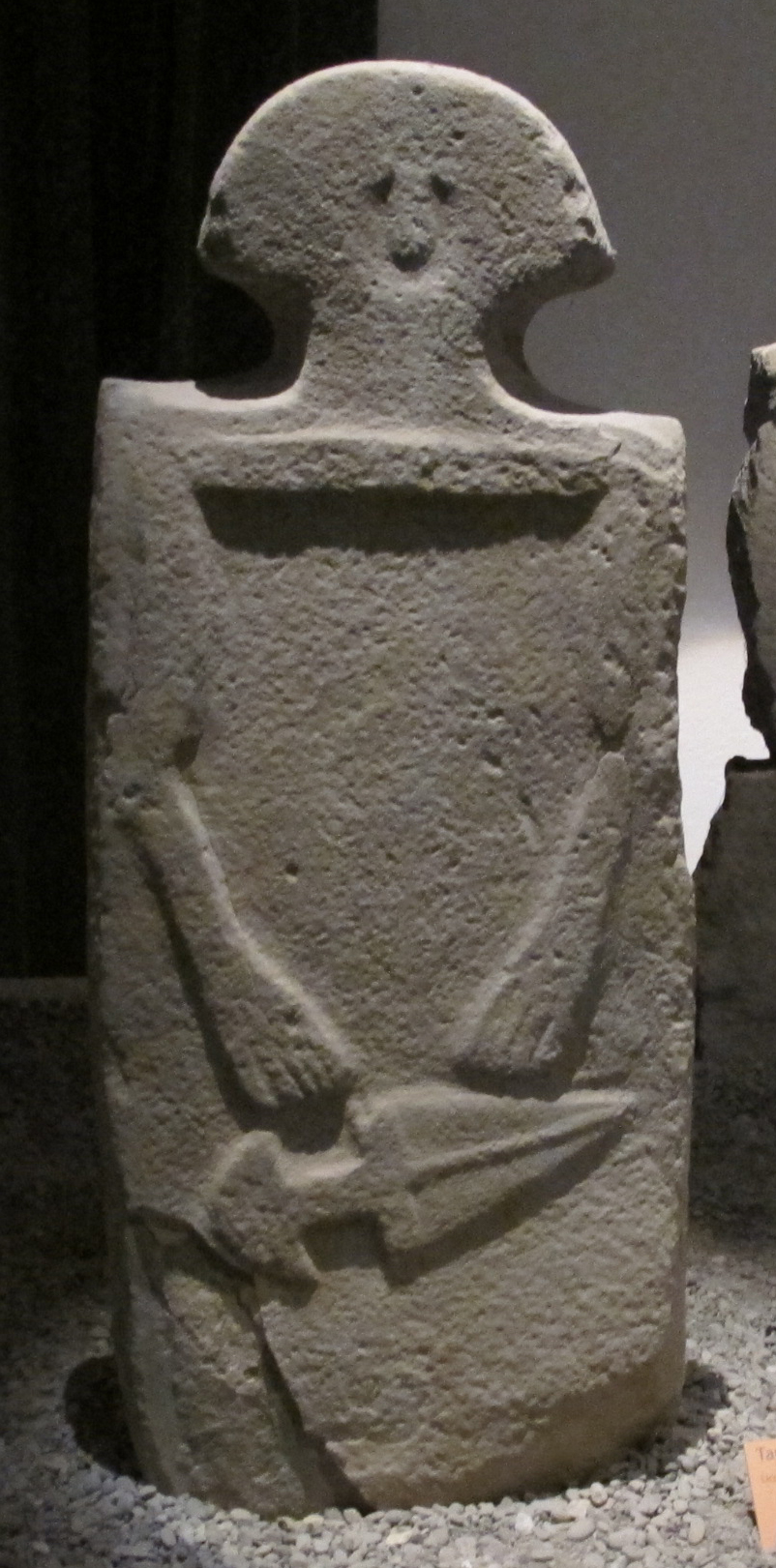
Stele Antropomorfa
Tipo B
ritrovata in Lunigiana

Nel 1886 due piccole stele rettangolari vennero ritrovate dodici metri sotto il livello del mare nel Golfo della Spezia, andate poi sfortunatamente perdute. 

Nel 1905 avvenne a Pontevecchio, nel comune di Fivizzano e precisamente in località Bocciari, il ritrovamento più copioso di numero nove statue stele. La scoperta avvenne da parte di un contadino che stava dissodando un pianoro per ridurlo a coltura. La particolarità subito rivelata fu che erano posizionate in fila, in ordine di altezza, e con la faccia rivolta verso l'est, verso il sole levante o comunque verso il Monte Sagro. Le statue stele di Pontevecchio sono classificate fra le più antiche e quindi del "Gruppo A".

Gli ultimi ritrovamenti di statue stele risalgono al 2006 nel comune di Mulazzo. Esse si collocano fra la tarda preistoria e l'arrivo degli Etruschi, in un periodo storico che va presumibilmente dal III millennio a.C. al VII secolo a.C..
I luoghi delle scoperte interessano principalmente il punto d'incontro del fiume Magra con i torrenti Aulella e Taverone, la zona della selva di Villafranca in Lunigiana, la zona di Sorano a Filattiera e la Lunigiana orientale nei comuni di Fivizzano, Casola in Lunigiana e Minucciano.
Riassumendo, le statue sono state ritrovate nei territori delle province di La Spezia, Massa-Carrara e Lucca; i tre ritrovamenti relativi alla provincia di Lucca sono avvenuti nella piccola porzione di Lunigiana (comune di Minucciano) appartenente a questo territorio amministrativo.
Ad oggi i reperti riportati alla luce sono circa ottantadue; la maggior parte di questi sono esposti a Pontremoli, nel Museo delle statue stele lunigianesi allestito nel Castello del Piagnaro.

#### Tipologia e gruppi evolutivi

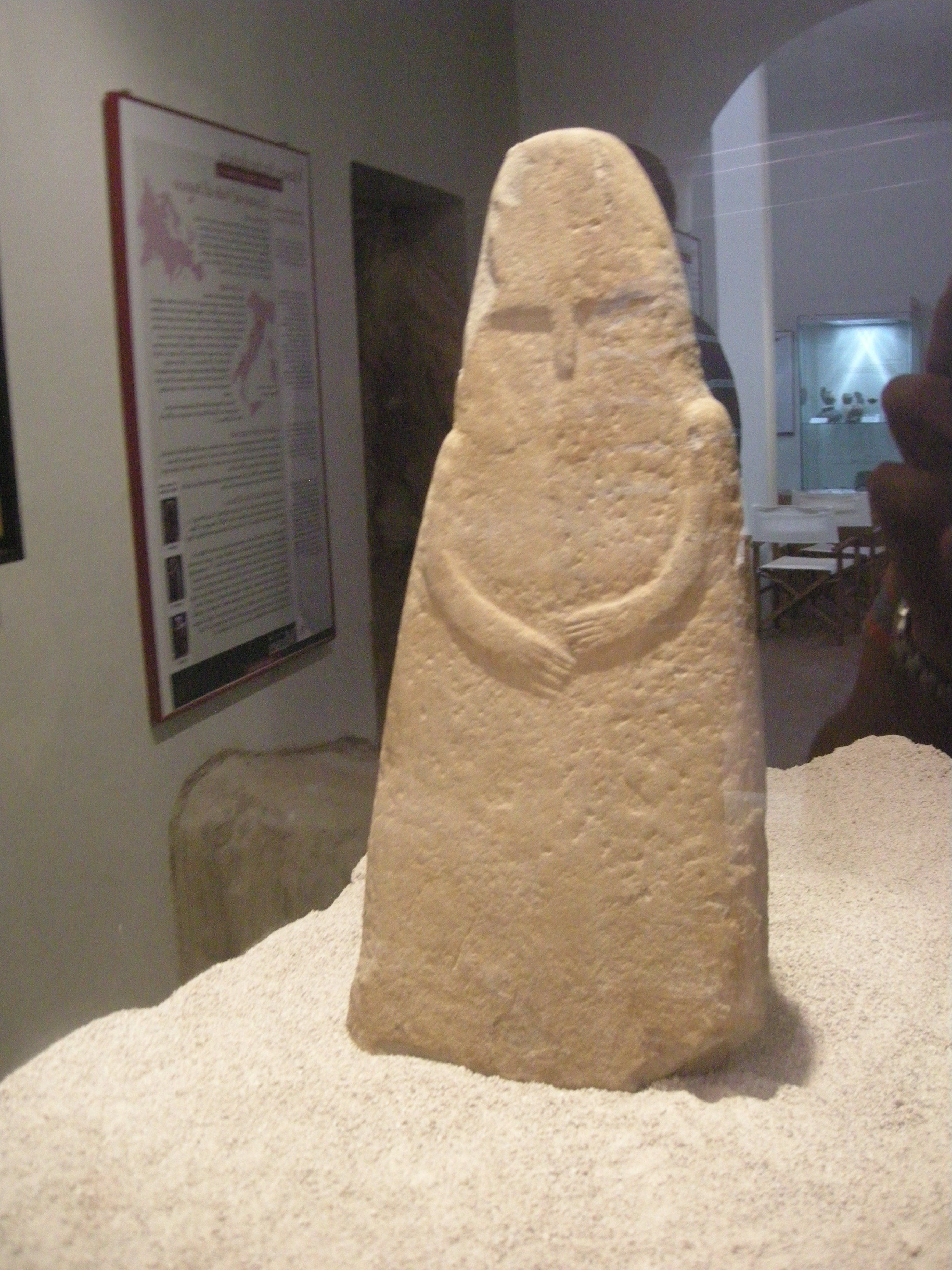
Stele di Vado all'Arancio (III millennio a.C.), custodita nel Museo archeologico di Massa Marittima

Le statue stele possono essere suddivise in tre gruppi principali, secondo l'evoluzione tecnica e stilistica delle sculture:
- Gruppo A: è il più antico e raggruppa tutte le statue stele con tratti antropomorfici molto stilizzati; sono le più primitive ed essenziali sia nello stile che nella rappresentazione. La testa è un prolungamento del corpo, dalla tipica forma a U, la linea clavicolare retta e le braccia sono bassorilievi molto stilizzati e le dita sono presenti solo in poche statue.
Quelle maschili hanno un pugnale disegnato solo di profilo, con la lama triangolare, una impugnatura corta e pomo semicircolare. Quelle femminili sono rappresentate con seni separati, stilizzati come piccoli dischi.
- Gruppo B: corrisponde ad un periodo intermedio e presenta maggiore accuratezza nell'esecuzione dei segni antropomorfi rispetto al gruppo A. La caratteristica principale di diversità è la forma della testa, separata dal corpo da un collo cilindrico e con forma tipica a "cappello di carabiniere". Il volto può essere ancora ad U, ma vi appaiono anche altri particolari come gli occhi.
Le armi delle statue maschili sono i tradizionali pugnali triangolari, a volte più dettagliati, ed un'ascia a forma di L con un lungo manico. Le statue femminili hanno seni semisferici ed a volte gioielli stilizzati.
- Gruppo C: è il gruppo più recente, più evoluto artisticamente, e comprende solo statue stele maschili. La figura è sbozzata con uno stile più realistico e con una ricchezza di particolari sconosciuta alle opere precedenti. La testa è arrotondata, staccata dal corpo, con naso, occhi, bocca e orecchie ben delineati. Lo stesso per le mani e le braccia, con alcuni particolari delle armi e dei vestiti scolpiti a tutto tondo.

### Ritrovamenti in Valcamonica

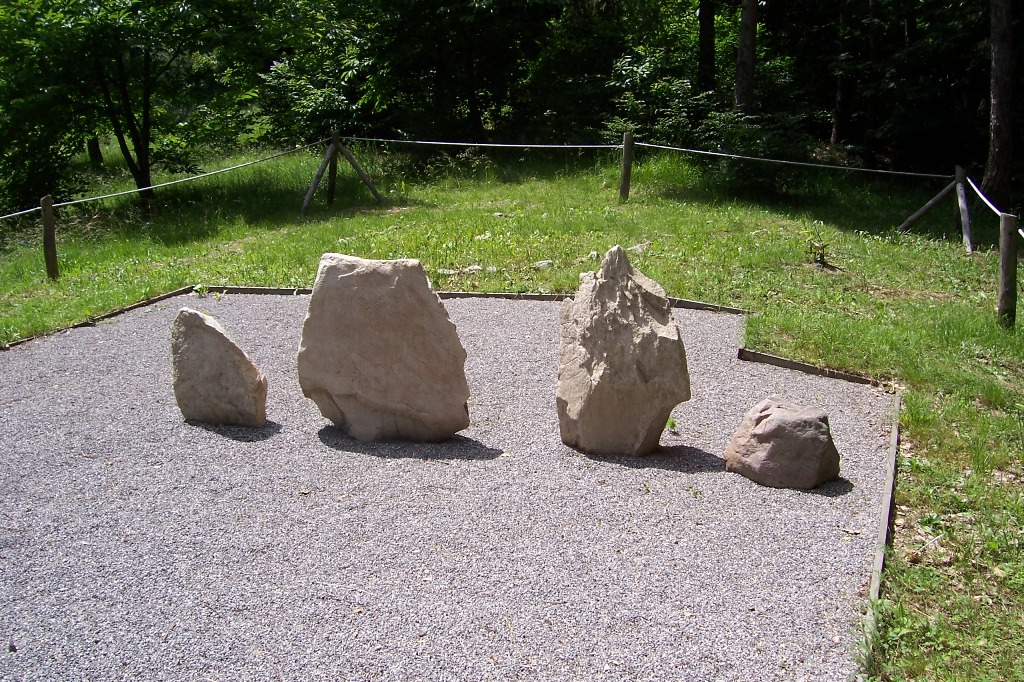
Parco archeologico di Asinino-Anvòia (Santuario di Ossimo).

Le statue stele ritrovate in Valcamonica sono fino ad ora circa una cinquantina. Scavi archeologici hanno confermato la loro presenza attorno a luoghi di venerazione preistorici, in particolare in varie località del comune di Ossimo (Asinino-Anvòia, Passagròp e Pat) ed a Cemmo (Pian delle Greppe).
I pugnali incisi sulle superfici, di tipo remedelliano, e la forma della lama di asce e alabarde, permettono di approssimare la datazione delle statue stele comune al III millennio a.C.
Rispetto ad altri gruppi di statue stele in Valcamonica tali monumenti non hanno forma umana, ma rappresentano una simbologia formata da animali (cervi, stambecchi, camosci, canidi e suidi), armi (pugnali, alabarde, asce), dischi solari, monili femminili (pendagli a doppia spirale, collari ecc.) e gruppi di figure umane allineate. A volte sono rappresentate anche scene d'aratura e, più raramente, "mappe topografiche".

### Ritrovamenti in Sardegna

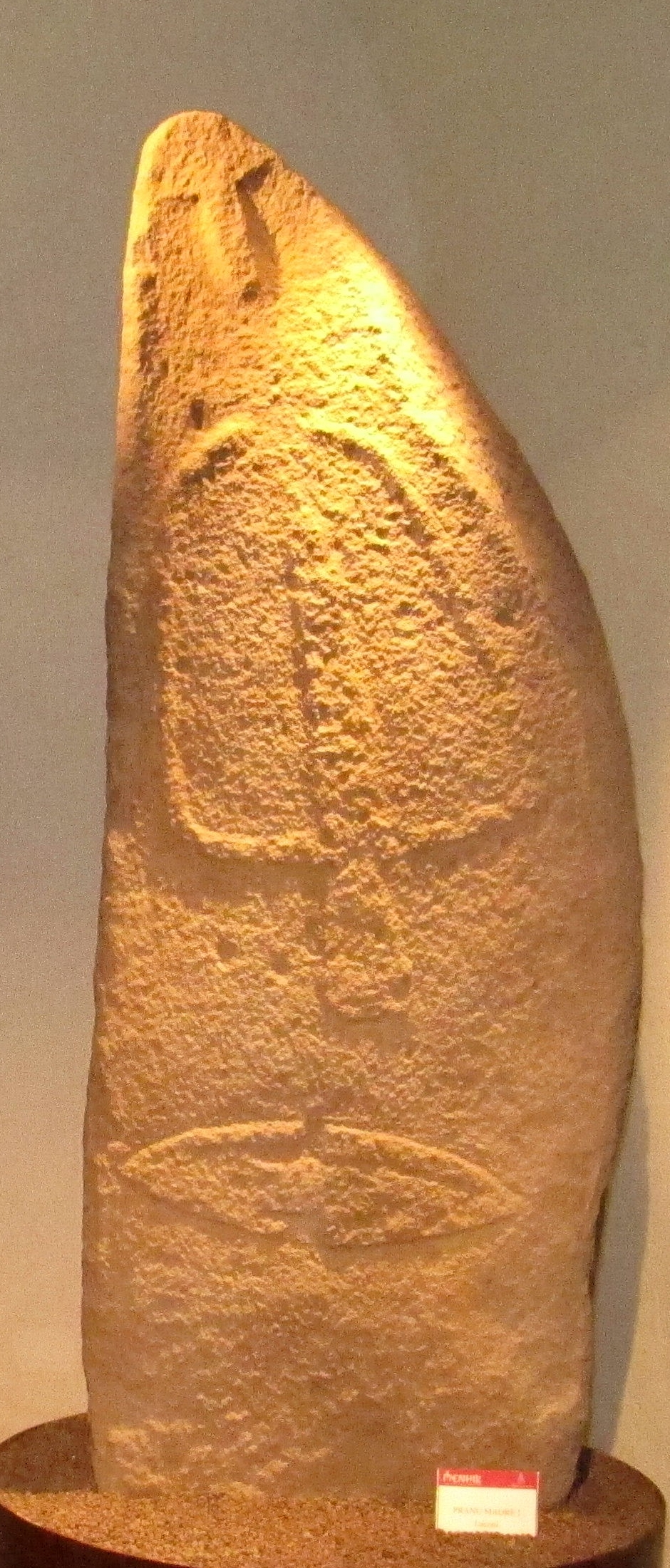
Statua stele di tipo Abealzu-Filigosa, Museo della statuaria preistorica in Sardegna di Laconi

In Sardegna le statue stele vengono datate intorno al III millennio a.C. (età del rame), al tempo della cultura di Abealzu-Filigosa, e si possono suddividere in due tipi figurativi:
- Un tipo maschile, che probabilmente rappresentava eroi o guerrieri mitici, nel quale viene sempre raffigurato dall'alto verso il basso: un volto schematizzato a forma di T, il simbolo del tridente o capovolto ed infine, al di sotto di questo, un pugnale a doppia lama;
- Un altro tipo invece, probabilmente femminile, è caratterizzato da due bozze che vengono interpretate come seni.

Le statue stele in Sardegna sono particolarmente diffuse nei dintorni di Laconi.

### Ritrovamenti in Trentino-Alto Adige
Fino ad oggi sono state ritrovate in Trentino-Alto Adige dodici statue-menhir. Di un'altezza compresa fra i 60 cm e i 2,75 m, sono decorate anche sul lato posteriore: con motivi astratti e armi (pugnali e asce) per quanto riguarda quelle maschili, con gioielli quelle femminili. Proprio queste incisioni hanno permesso di datarle come risalenti all'età del rame. Si sono inoltre rivelate di grande importanza per i recenti studi sulla mummia di Similaun.

### Ritrovamenti in Piemonte
Nel 1997, durante alcuni scavi, a Tina nel Canavese vennero ritrovate le prime due stele in area piemontese. Le due stele sono decorate a strisce orizzontali e una presenta abbozzati i tratti della faccia. Queste stele sono molto simili a quelle ritrovate ad Aosta ed a Sion, in Svizzera, e sono datate all'età del rame (3000-2500 a.C.).

### Ritrovamenti in Puglia
In Puglia il fenomeno si registra nel nord della regione (Daunia) e sembra potersi ricondurre ad ambiti temporali ben distinti: ad un momento finale dell'età del rame e al passaggio all'età del bronzo sono ascrivibili le stele di Bovino e Castelluccio dei Sauri (conservate presso il Museo Civico di Bovino), mentre - successivamente - una ripresa di produzioni di statue stele interessa l'area garganica, come testimoniano i ritrovamenti di Monte Saraceno (Mattinata), databili tra la fine dell'età del bronzo e gli inizi dell'età del ferro. Un'ultima produzione protostorica pugliese, che sembra poter essere derivata dalle sculture di Monte Saraceno, è quella delle stele daunie del Tavoliere, che si collocano tra la fine dell'VIII e gli inizi del V secolo a.C.. Queste ultime sono esposte nel Museo Nazionale di Manfredonia allestito all'interno del Castello.

## Ritrovamenti in Valle d'Aosta e Svizzera

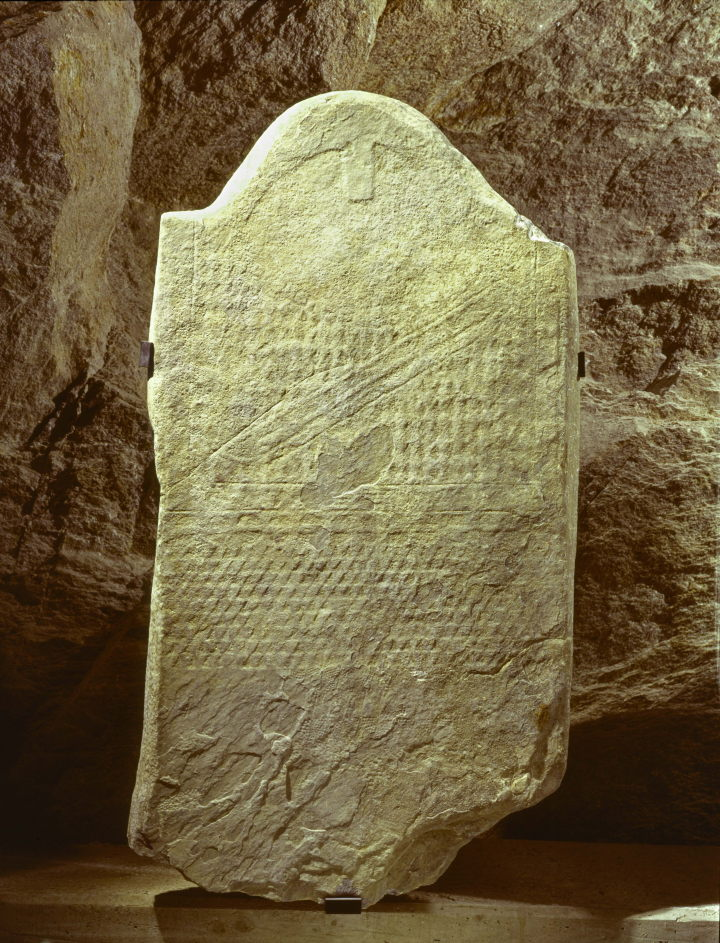
Stele #25 da Petit Chasseur, presso Sion, datata al 2700–2150 a.C.

Importanti i siti megalitici di Sion (Svizzera) e Aosta, riferibili alla stessa cultura. Nel caso di Aosta le stele antropomorfe di età del Rame vennero riutilizzate in epoca più recente (Bronzo antico 1) per la costruzione di tombe.

## Francia

### Ritrovamenti in Francia
Le statue stele francesi sono molto simili a quelle lunigianesi e, data anche la vicinanza dei luoghi, questo fa supporre una comune matrice culturale forse pre-ligure. I maggiori gruppi francesi sono quelli di Rouergue e della Corsica.

## Spagna

### Ritrovamenti in Catalogna

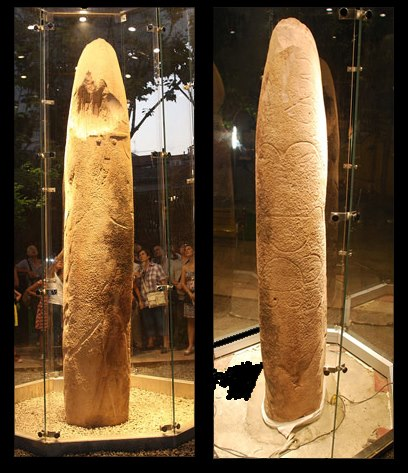
Statua-menhir del Pla de les Pruneres (Mollet, Catalogna)

In Catalogna la prima statua stele di cui si ha notizia è stata quella di Ca l'Estrada, rinvenuta nel 2004. Successivamente, nel 2006, fu rinvenuta una statua simile a Seròs (Artesa de Segre), mentre nel 2009 ne venne scoperta un'altra, molto più grande, a Pla de les Pruneres de Mollet del Vallès, alta circa cinque metri e di circa sei tonnellate di peso.

## Musealizzazione
Museo Fenaille
- Museo civico archeologico Ubaldo Formentini, presso il Castello di San Giorgio alla Spezia
- Museo delle statue stele lunigianesi, presso il Castello del Piagnaro a Pontremoli
- Museo del territorio dell'alta valle Aulella a Casola in Lunigiana
- Museo archeologico di Massa Marittima
- Museo della statuaria preistorica in Sardegna a Laconi
- Parco nazionale delle incisioni rupestri di Naquane in Val Camonica
- Parco archeologico di Asinino-Anvòia in Val Camonica